# باینچوب
باینچوب، روستایی از توابع بخش مرکزی شهرستان سنندج در استان کردستان ایران باینچوب به علت وجود آرامگاه بابا شیخ احمد روستایی مذهبی به شمار میاید و هر سال میزبان زائرانی است که از نقاط مختلف به جهت زیارت مرقد بابا شیخ احمد میایند میباشد ، حضرت بابا شیخ احمد دارای مقام و اعتبار خاصی در میان مردمان منطقه علل الخصوص مردمان شهر سنندج میباشد و همین موضوع یکی از دلایل برجسته کردن باینچوب در منطقه میباشد ، از دلایل دیگر اهمیت این روستا می توان بیان کرد که این روستا زادگاه بسیاری انسانهای بزرگ ، صاحب نظر و تاثیر گذار در زمینه های فرهنگی ، اجتماعی ، اقتصادی و سیاسی میباشد ، همچنین موقعیت جغرافیایی و تقسیم بندی محلی و عرفی باینچوب بعنوان موقعیت میانه یعنی قرارگیری و نزدیکی  در میانه چند منطقه مانند چم شار ، سارال ، لیلاخ ، گروس ، کلاترزان میباشد ، از دلایل دیگر می توان به وجود طبیعت بکر و کوههای مرتفع و نامی در منطقه مانند سخناخ ، آلمالو ، سنگر سید عطا نام برد ، وجود اتحاد و همدلی میان مردم روستا و شهر نشینان باینچوبی بخصوص در مراسم فقدان و از دست دادن ها ، یکی دیگر از دلایل بزرگی نام باینچو در منطقه میباشد .

## جمعیت
این روستا در دهستان حسین‌آباد جنوبی قرار دارد و براساس سرشماری مرکز آمار ایران در سال ۱۳۸۵، جمعیت آن ۹۵۶ نفر (۲۲۸خانوار) بوده‌است.